# 李華柏
李華柏（?—?），江西省九江府德安縣人，清朝政治人物、進士出身。
光緒二十四年（1898年），参加光緒戊戌科殿試，登進士二甲79名。同年五月，授内阁中书。